# Ardnamurchan
Ardnamurchan (schottisch-gälisch: Àird nam Murchan) ist eine Halbinsel im Westen Schottlands. Auf ihr befindet sich der westlichste Punkt der britischen Hauptinsel, auf 6° 16' westlicher Länge in Corrachadh Mòr. Der Ardnamurchan-Leuchtturm nahe dem Point of Ardnamurchan liegt etwa einen Kilometer nördlich. Das Gebiet ist touristisch, auch für schottische Verhältnisse, wenig erschlossen; die Landschaft ist geprägt von Geröllfeldern und dichten Waldungen. Eine Besonderheit sind die so genannten „Singing Sands“ in der Kentra Bay, denen nachgesagt wird, dass sie beim Betreten tiefe Töne von sich geben. Der Sand besteht aus kleinen, kugelrunden Körnern und hat oft die Geräusche erzeugende Feuchtigkeit. Kentra Bay markiert zugleich den Übergang zur Halbinsel Moidart. Wichtigste Siedlung ist Strontian, nach der das Metall Strontium benannt wurde, das hier abgebaut wurde. Sehenswürdigkeiten neben dem Point of Ardnamurchan sind das Mingary Castle bei Kilchoan, im Besitz des Clans der MacDonalds, das nur bei Niedrigwasser erreichbare Castle Tioram und das legendäre Loch Sunart.
Östlich von Kilchoan liegt die kleine Bucht Camus nan Geall, in deren Bereich einige archäologische Fundplätze zu finden sind. Ende 2011 wurde auf Ardnamurchan ein wikingerzeitliches Schiffsgrab entdeckt. Es handle sich um den ersten Fund einer intakten Wikinger-Begräbnisstätte in Großbritannien, die älter als tausend Jahre ist.

## Name
Die Herkunft des Namens Ardnamurchan ist umstritten. Zwei Bedeutungen erscheinen am wahrscheinlichsten. Abgesehen vom schottisch-gälischen Wort Àirde (deutsch: Stelle oder Höhe) bezieht sich eine Deutung auf murchan bzw. Muirchu (deutsch: Seehund oder Otter), also etwa „Stelle der Seehunde“. Die andere mögliche Erklärung bezieht sich auf das Wort Muirchol (col: Gemeinheit) und bedeutet im übertragenen Sinn „Stelle der Piraten“.

## Steinkiste
Archäologen fanden unter dem Rickys Cairn eine bronzezeitliche Steinkiste, die mindestens zwei Leichen enthielt. Dies bietet eine andere Perspektive auf Bestattungen der Bronzezeit, die normalerweise die Reste von nur einer Person in hockender Position enthalten.